# Magliano de' Marsi
Magliano de' Marsi è un comune italiano di 3 422 abitanti della provincia dell'Aquila in Abruzzo.

## Geografia fisica

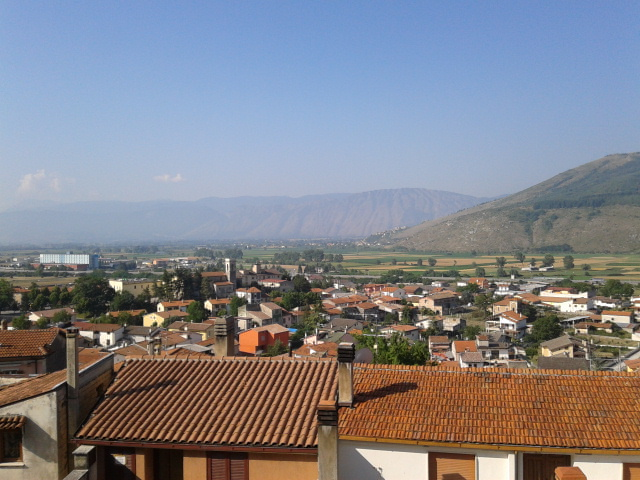
Piani Palentini visti da Magliano de' Marsi

Il territorio situato nell'area dei piani Palentini, al centro della Marsica, è dominato dal massiccio del monte Velino che appartiene alla catena montuosa del Sirente-Velino. Confina a nord con Borgorose (valle del Salto) e attraverso un'exclave con il territorio dell'Aquila, a sud con Cappelle dei Marsi, ad ovest con Scurcola Marsicana, infine ad est con Massa d'Albe e il sito archeologico di Alba Fucens. I piani Palentini sono attraversati dai corsi dei fiumi Imele e Salto, mentre il territorio montano è compreso nel parco naturale regionale Sirente-Velino che include la riserva naturale Monte Velino.
In una gola del gruppo montuoso del Velino si apre la Bocca di Teve (987 metri m s.l.m.) situata all'inizio dell'omonima valle che segna il confine dell'Abruzzo con il Lazio e con la riserva regionale Montagne della Duchessa.

## Origini del nome
Secondo lo storico Muzio Febonio, autore dell'opera Historiae Marsorum, il nome Magliano deriverebbe dalla presenza in epoca imperiale di diverse officine che lavoravano il ferro e costruivano armi. L'abate e storico avezzanese ha scritto: "La cosa oggi, si può constatare ancora sullo stemma; infatti, vi sono riprodotti due fabbri seminudi nell'atto di piegare sull'incudine, col maglio, un ferro ardente, per l'impronta d'uno di quei sigilli, con i quali si contrassegnano i documenti pubblici". L'ipotesi del Febonio ha influenzato tutti quelli che dopo di lui hanno fatto riferimento a Magliano de' Marsi. Una supposizione lega il toponimo Mallianum, alla città antica edificata dopo la distruzione avvenuta nel XIII secolo di Albe da parte dell'esercito angioino di Carlo I d'Angiò.

## Storia

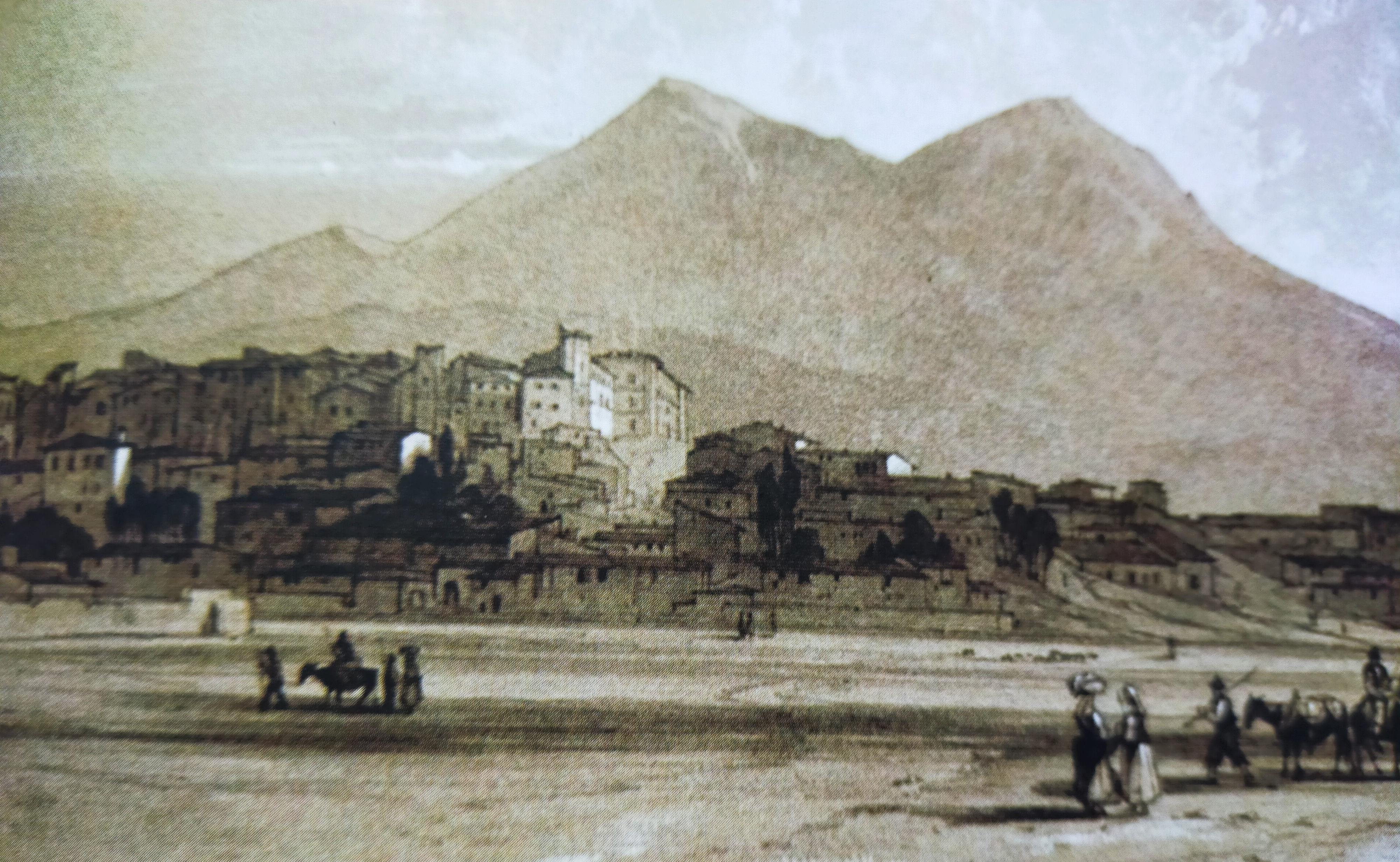
Disegno di Edward Lear (Viaggio nell'Abruzzo romantico, 1843-1844)

Dopo il 168 a.C. a seguito della morte di Perseo di Macedonia, avvenuta ad Alba Fucens, è stato ipotizzato che lungo la strada originaria di epoca romana della via Valeria fosse stata eretta la sua tomba.
In epoca medievale gli incastellamenti di Carcerem in Marsi e Podio Sancti Blasii risultarono inclusi nella contea di Albe. L'universitas Malleani compare nel "registro delle rendite" del 1250, in cui viene citata la chiesa di Santa Maria in Valle Porclaneta; Magliano è citata nel Catalogo dei Baroni compilato nello stesso periodo. Nel XV secolo fu fondata sul colle di Santa Lucia l'omonima chiesa che dominava il nucleo fortificato. Nel 1528 Magliano fu teatro di uno scontro tra gli Orsini e i Colonna per il dominio nella Marsica. Il borgo fu gravemente danneggiato dal terremoto dell'Aquila del 1703. I Colonna si confermarono signori del territorio favorendo lo sviluppo economico fino all'abolizione del feudalesimo.
Il 20 ottobre 1860 il paese che si era pronunciato a favore dell'Unità d'Italia sotto la corona di Vittorio Emanuele II venne minacciosamente occupato dalle truppe borboniche guidate dal generale Theodor Friedrich Klitsche de la Grange.
Nel corso del Novecento altri due terremoti causarono notevoli danni: quello del 1904 con epicentro a Rosciolo dei Marsi e soprattutto il terremoto della Marsica del 1915 che rase al suolo quasi tutto il borgo vecchio, causando gravi danni alla chiesa di Santa Lucia e crolli nelle frazioni di Marano e Rosciolo. Nel secondo dopoguerra si ebbe l'espansione territoriale urbana ed economica favorita successivamente dalla creazione del nucleo industriale ed artigianale contiguo alla via Tiburtina Valeria.
L'8 marzo 1962 si verificò sul monte Velino a quota 2350 m s.l.m. un grave incidente aereo che causò la morte del pilota e dei quattro membri dell'equipaggio.

## Monumenti e luoghi d'interesse

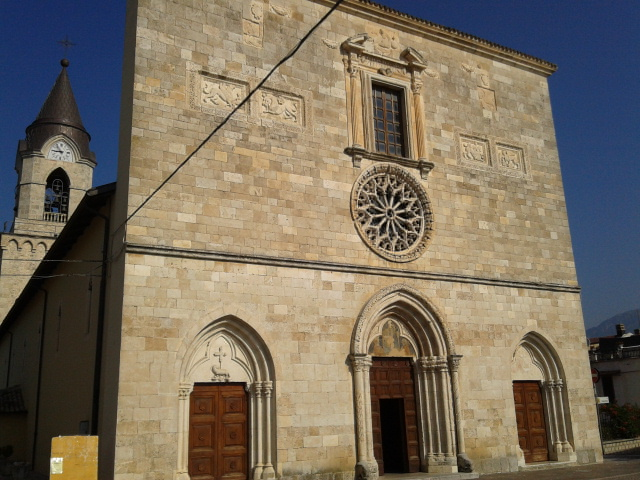
Chiesa di Santa Lucia

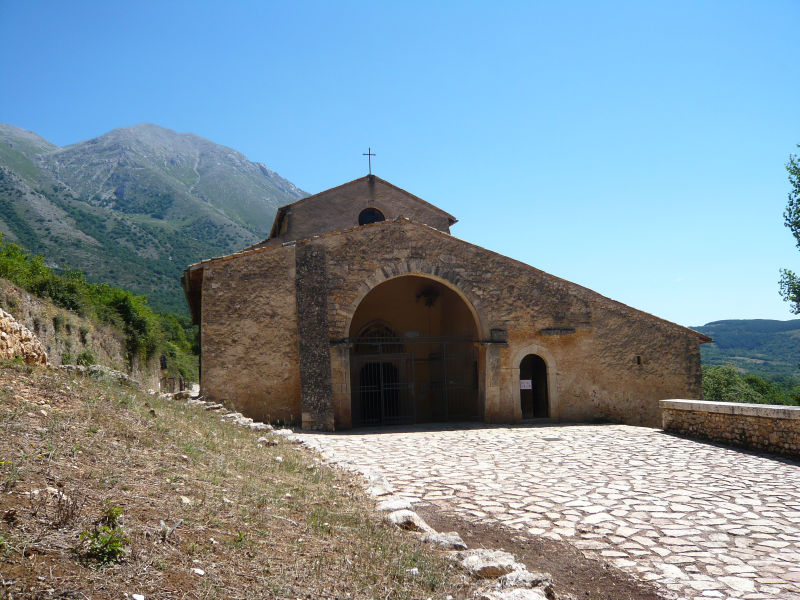
Chiesa romanica di Santa Maria in Val Porclaneta

### Architetture religiose
- Il monumento religioso più caratteristico della cittadina è la chiesa di Santa Lucia, per la quale è stato impossibile stabilire una data certa della sua fondazione. Le sue origini sembrano confondersi con le origini stesse di Magliano per quanto, alcuni studiosi della Marsica, le facessero risalire all'epoca imperiale. Fu molto danneggiata dal sisma del 1915[12].
- Chiesa e convento di San Domenico del XIV secolo ex Santa Maria Maddalena. Fino alla metà del 1500 vi abitarono le monache agostiniane per poi passare ai padri predicatori, quindi ai francescani minori. L'interno è ad unica navata con pulpito di legno in stile domenicano e portale rinascimentale finemente decorato.
- Chiesa di Santa Maria ad Nives, l'edificio di culto originario subì gravi danni a causa del terremoto della Marsica del 1915. Demolito fu ricostituito nelle forme moderne nel 1968[13].
- Chiesetta trecentesca della Madonna di Loreto, situata nella parte antica del borgo. Internamente sono presenti due cicli di affreschi medievali[14].
- Edicola della Madonna del Ravone, situata in località Fonte Vecchia sul colle Ravone alle pendici del monte Velino. L'immagine della Madonna è stata realizzata nel 2022 con la ceramica di Castelli[15].
- Sacrario dei caduti, inaugurato il 20 ottobre 1932[16][17].
- A Rosciolo dei Marsi, alle pendici del monte Velino, si trova la piccola chiesa romanica di Santa Maria in Valle Porclaneta edificata con ogni probabilità nella prima metà dell'XI secolo[18]. Altre chiese della frazione sono quella dedicata a Santa Maria delle Grazie con portali del XIII e XV secolo, situata nel borgo storico e le chiese rurali di San Sebastiano e San Barnaba[19][20].
- A Marano dei Marsi la chiesa parrocchiale è intitolata a Santa Maria Assunta. Il titolo di abbazia le è derivato in origine dalla presenza dei benedettini. Nel paese marsicano si trova anche la chiesa dei Santi Giovanni e Paolo, situata nella parte alta del suo territorio[21].

### Monumenti

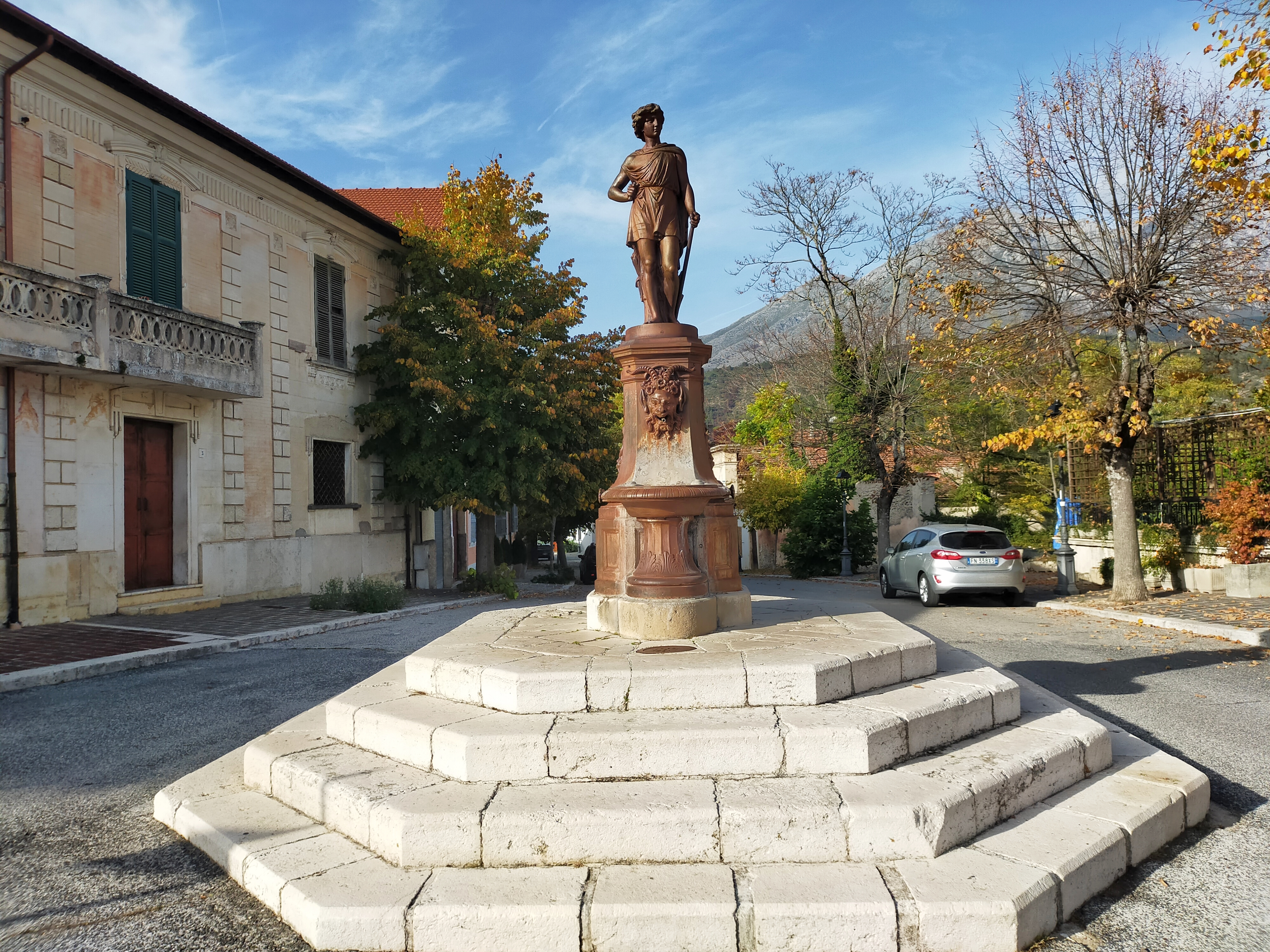
Fontana di Giugno

Fontana di GiugnoDetta anche "fontana di Saturno", si trova nella parte alta della cittadina. Si tratta di uno dei duplicati in ghisa artistica dell'originario prototipo marmoreo chiamato "L'Été", opera di Mathurin Moreau esposta a Parigi nel 1855. Il francese Jean-Pierre-Victor André fece realizzare le ghise in forme neoclassiche dalle fonderie d'arte di Val d'Osne che furono importate in Italia dal napoletano Francesco De Luca nel 1889. L'elemento principale dell'efebo rappresenta l'estate, nello specifico il mese di giugno e il dono delle messi. Altri duplicati in ghisa si trovano ad Alife, Cosenza, Fornelli, Matrice, Ortona dei Marsi, San Pietro in Guarano e Terracina.

### Siti archeologici

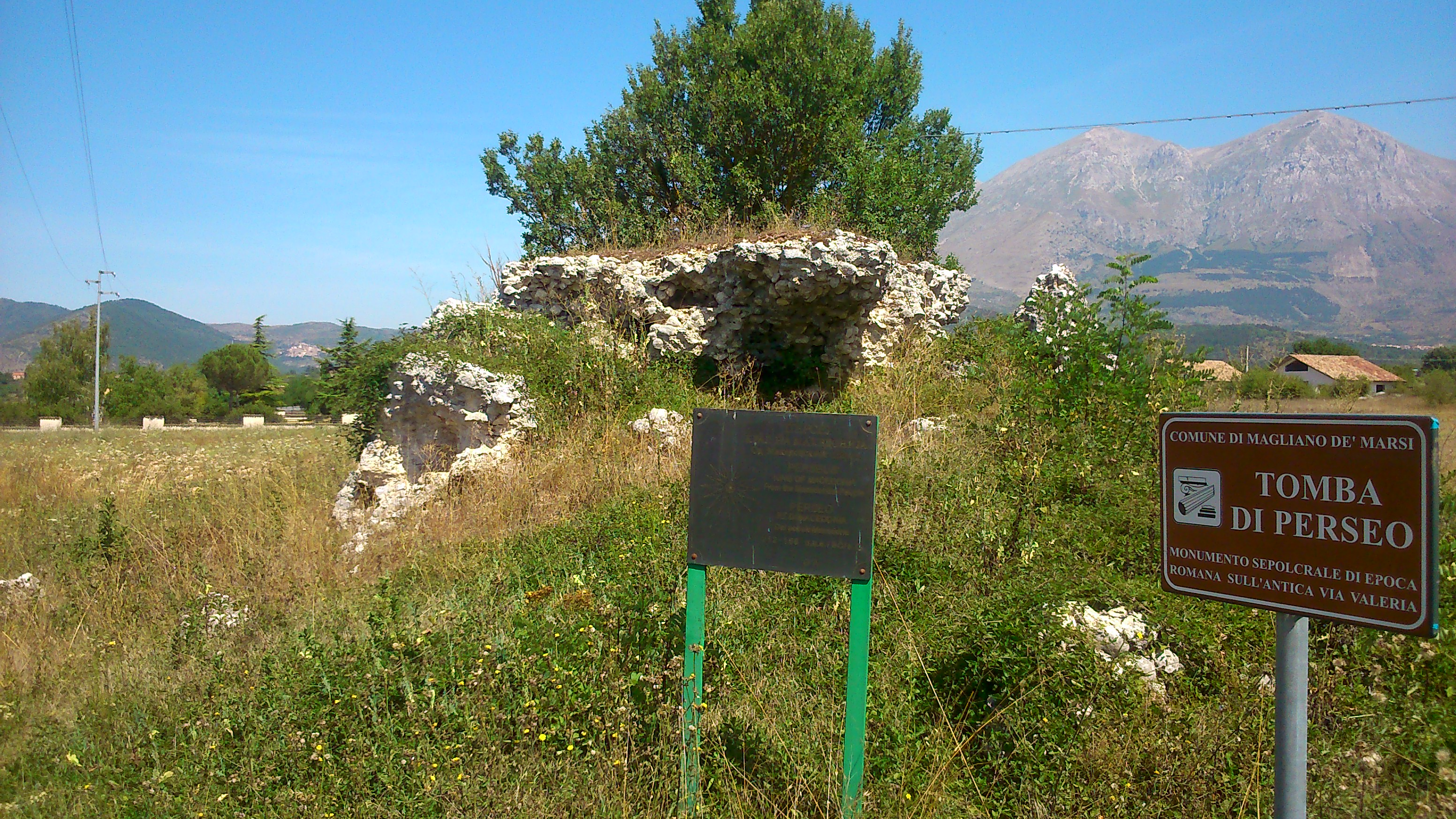
Supposta tomba di Perseo. Sullo sfondo il monte Velino

- Lungo la via Tiburtina Valeria sono collocati i ruderi della supposta tomba del Re di Macedonia Perseo che dopo essere stato sconfitto dai romani venne imprigionato ad Alba Fucens. Dopo la morte il corpo sarebbe stato traslato per la sepoltura lungo il tracciato originario dell'antica strada di collegamento tra Tibur ed Alba Fucens[7].
- Nelle immediate adiacenze del casello autostradale della A25, in località Colle Lucciano, sono state ritrovate delle tombe arcaiche risalenti al VII-V secolo a.C. e gladi a stami, punte e spade in ferro e fibule in bronzo. I resti di un ocre marso a pianta ovoidale e resti di mura composta da enormi massi. Resti di una necropoli, da cui sono tornati alla luce dischi corazza risalenti al VII secolo a.C., sono presenti al Colle di Santa Lucia, nel centro storico di Magliano[24].

### Aree naturali

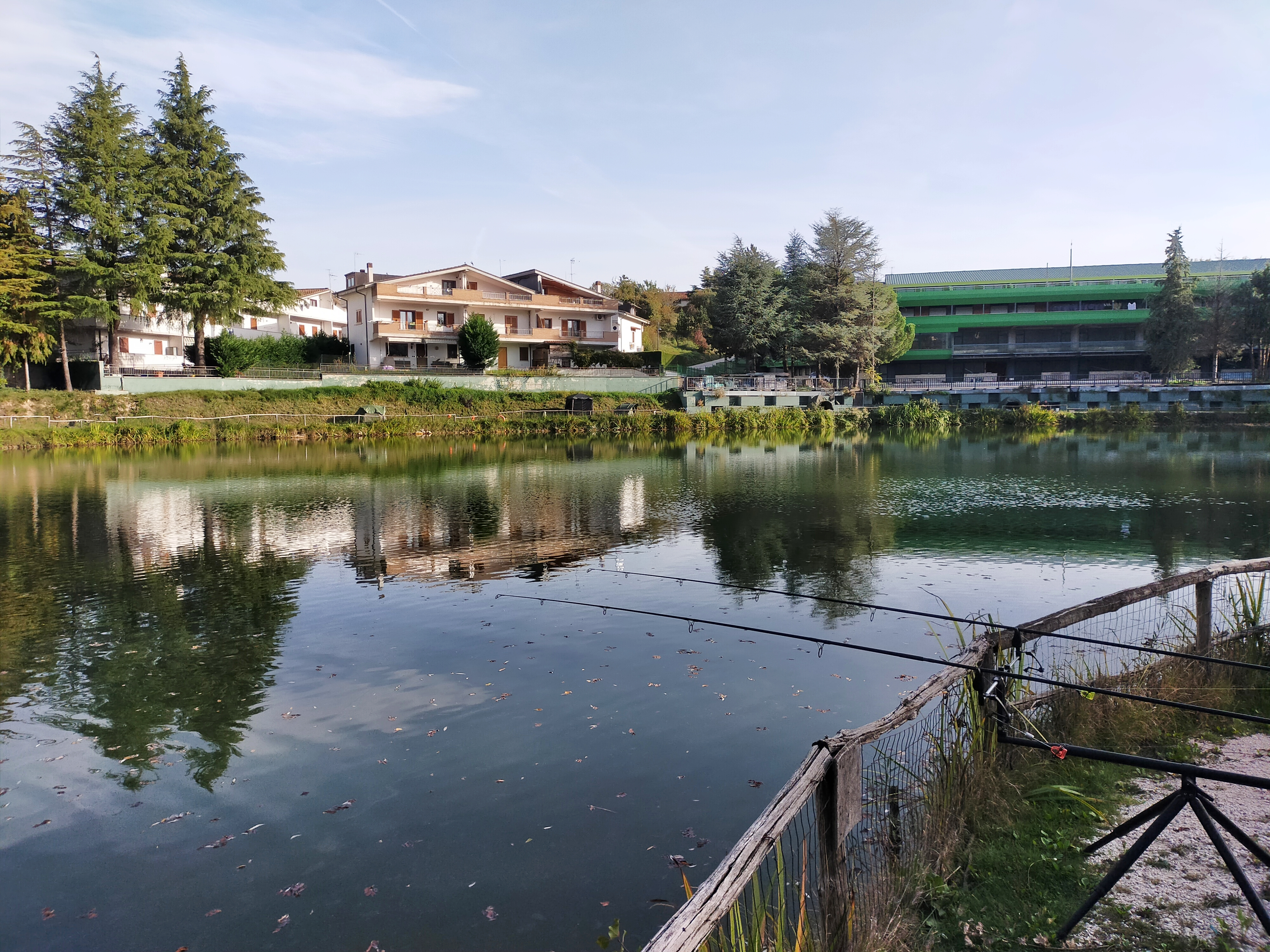
Il laghetto di Magliano de' Marsi

- Riserva naturale Monte Velino: riserva naturale orientata istituita nel 1987. Occupa una superficie di 3.550,00 ettari sul monte Velino tra i territori comunali di Magliano e Massa d'Albe. Il centro visite della riserva, realizzato dal Corpo Forestale dello Stato, permette di conoscere da vicino gli aspetti legati a geomorfologia, flora e fauna propri dell'area protetta. Il centro è attrezzato di museo naturalistico, di orto botanico, area faunistica riservata a cervi e caprioli, voliera per rapaci, sentiero natura e nolo bike[25].
- Laghetto di Magliano: laghetto artificiale situato alle porte del paese, oltre la piazza di san Luigi Orione (detta "piazza del Serpentone"). Immerso nel parco naturale è un punto di ritrovo degli amanti della pesca.
- Fonte Vecchia: area verde attrezzata, collocata a nord del paese nei pressi del colle Ravone, alle pendici del monte Velino. Nel 2022 è stata realizzata un'edicola con l'immagine della Madonna del Ravone[15].
- Valle Porclaneta: in questa zona, nei pressi di Rosciolo dei Marsi, si trova la roverella secolare di Santa Maria in Valle[26].
- Piani Palentini: area pianeggiante situata a nord-ovest del territorio marsicano. Il gruppo montuoso del Salviano la separa a sud-est dalla conca del Fucino. Nel 1268 fu teatro della battaglia di Tagliacozzo tra l'esercito guelfo di Carlo I d'Angiò e i ghibellini di Corradino di Svevia.

## Società

### Evoluzione demografica
Abitanti censiti

### Etnie e minoranze straniere
I cittadini stranieri residenti a Magliano de' Marsi rilevati dall'Istat al 31 dicembre 2020 erano 244, pari circa al 7% della popolazione residente.

### Lingue e dialetti
Il dialetto di Magliano de' Marsi si inserisce nel gruppo tagliacozzano del dialetto sabino, appartenente ai dialetti italiani mediani.

### Tradizioni e folclore

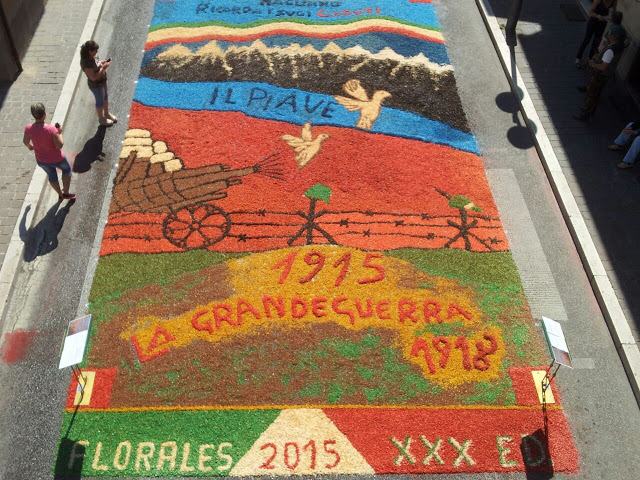
L'infiorata

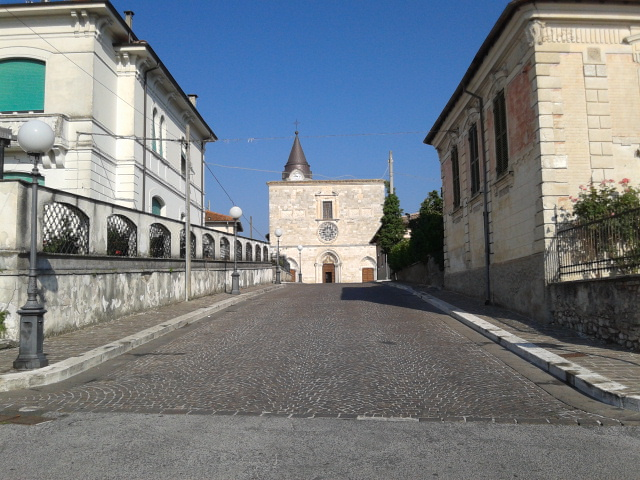
Il viale che conduce alla chiesa di Santa Lucia

- L'infiorata è denominata "Florales": la notte precedente il Corpus Domini le associazioni del paese disegnano e preparano i temi dell'infiorata utilizzando dei gessetti e ricoprendo le sagome con trucioli, petali multicolori o cristalli di sale. Il tappeto viene realizzato sul tracciato urbano della via Cicolana[29].
- Il gioco del cacio: il tradizionale torneo che si svolge nel cosiddetto giro di Tornoterra viene organizzato dall'Epifania al giorno di carnevale. Il gioco, che risalirebbe al 1752, consiste nel lanciare con la sola forza di una mano una grande forma di formaggio seguendo delle regole specifiche[30].
- Nell'ultimo fine settimana di giugno si svolge annualmente la festa patronale in onore dei compatroni i santi Giovanni e Paolo e santa Lucia[31].
- Venerdi santo: rito della Desolata con partenza dalla chiesa di Santa Lucia verso le stazioni della via Crucis dove ad ogni stazione viene rappresentato il dolore di Maria per la morte di Gesù[32].
- Festa del 20 ottobre: celebrazione civile e religiosa istituita ufficialmente il 22 ottobre 1861 che rievoca la scampata distruzione del borgo quando le truppe borboniche di de la Grange lo occuparono per ritorsione essendosi i suoi rappresentanti amministrativi dichiarati a favore dell'Unità d'Italia. I figuranti del corteo storico con abiti d'epoca di cavalieri e briganti percorrono le vie del centro storico[33][34].

## Cultura

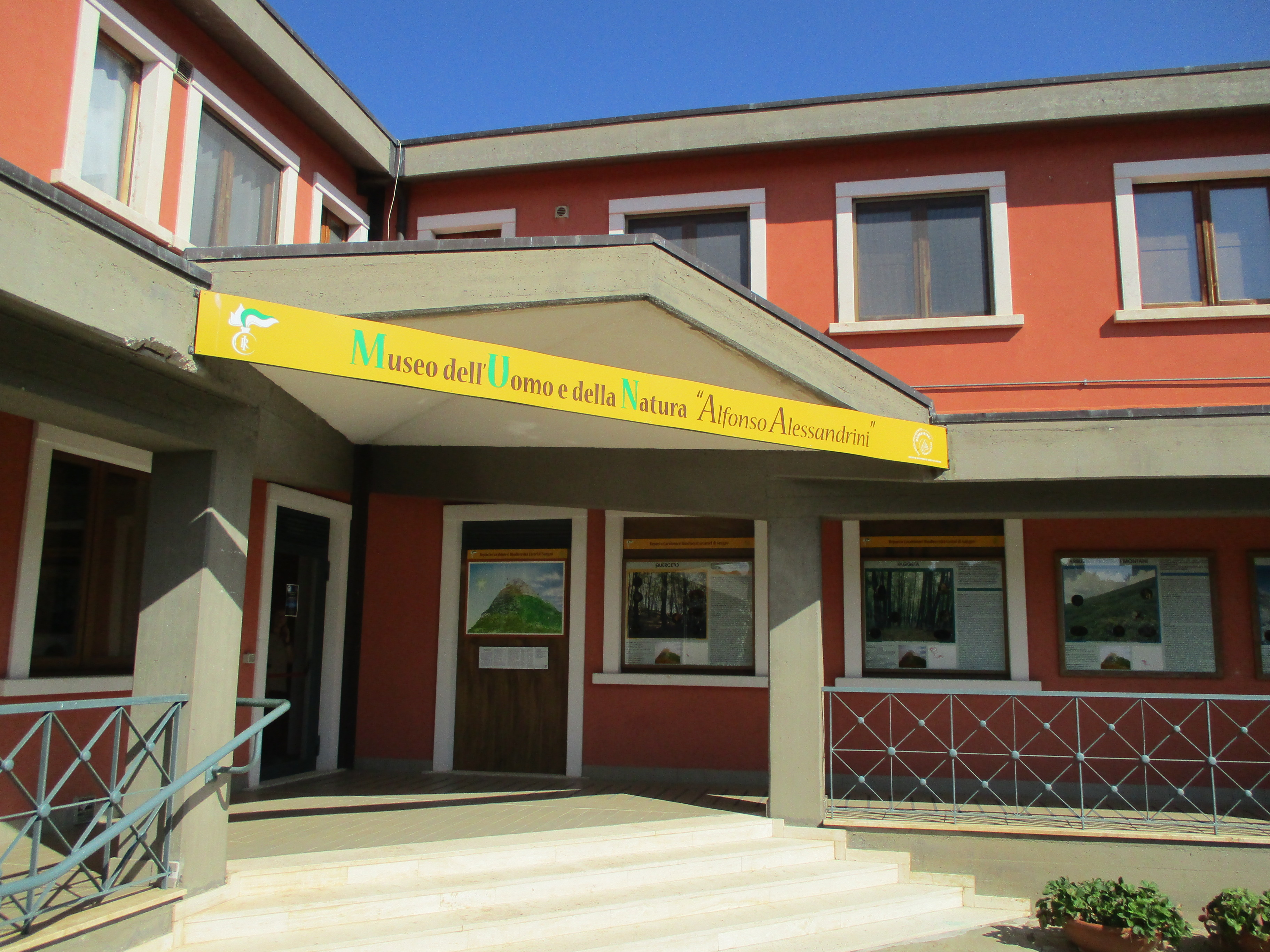
Ingresso del MUN

### Musei
- Museo dell'uomo e della natura: presso il centro visita della riserva naturale Monte Velino è ospitato il MUN, intitolato nel 2018 ad Alfonso Alessandrini. Inserito nel contesto naturalistico del monte Velino il museo è dedicato al tema della biodiversità, attraverso pannelli ed illustrazioni è possibile conoscere la flora e la fauna presenti nell'area protetta[35].

## Economia

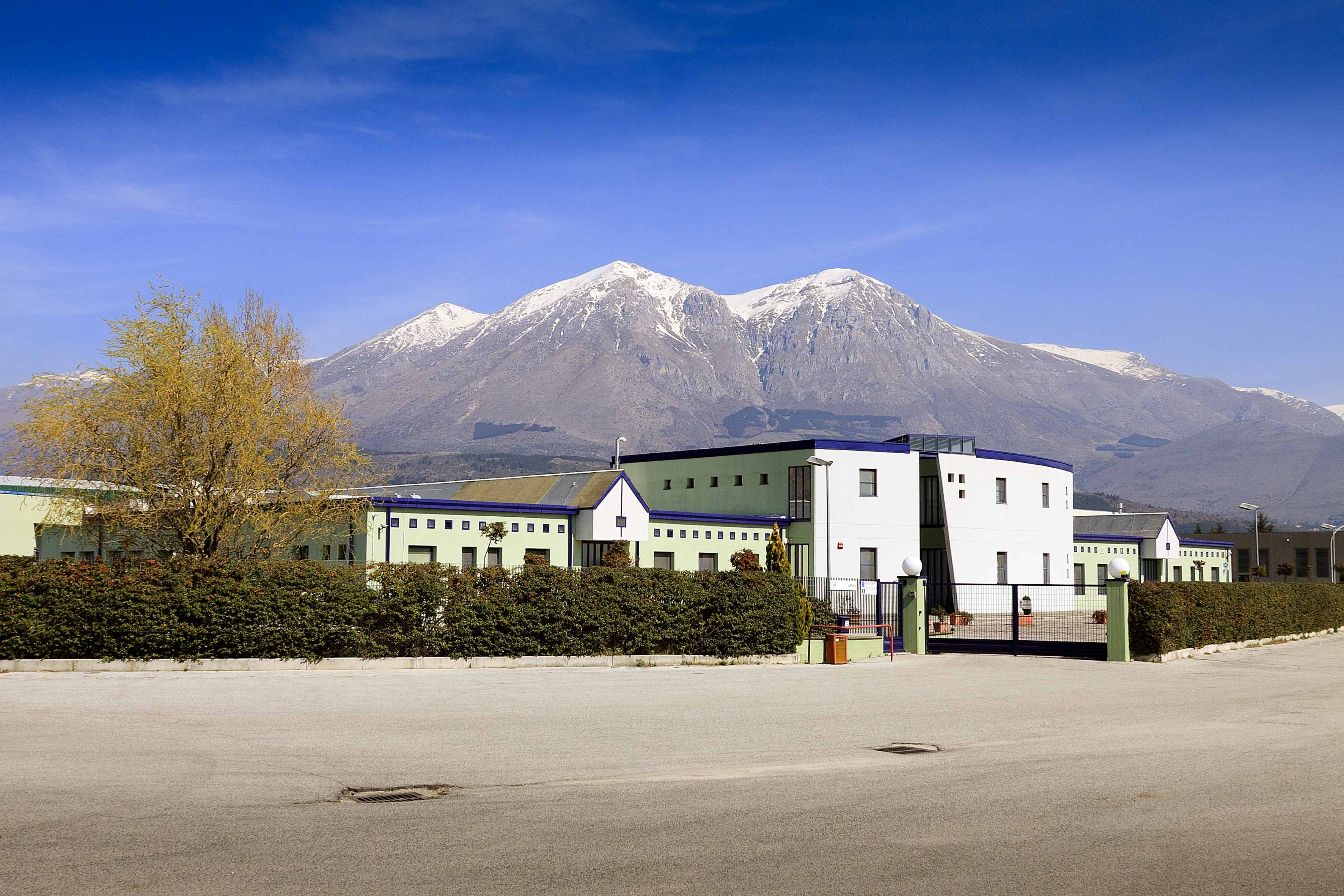
Casa farmaceutica Assut Europe

### Agricoltura
L'agricoltura e l'allevamento sono tra le fonti principali dell'economia maglianese. Carni ovine e bovine e anche i latticini sono prodotti tipici di questi luoghi.

### Industria
Alle porte di Magliano de' Marsi, nei pressi dell'area autostradale, ha sede la zona industriale. Molte le aziende che operano nei più disparati settori dal farmaceutico alla ceramica.

### Turismo
Magliano de' Marsi fa parte dell'associazione nazionale Borghi autentici d'Italia. È un ideale punto di partenza per i numerosi sentieri naturalistici che circondano il territorio comunale: area del parco naturale regionale Sirente-Velino, il "sentiero del Grifone" che collega Scurcola Marsicana a Celano, attraversando Magliano de' Marsi, il cosiddetto "percorso Slow" che collega Magliano de' Marsi, Massa d'Albe ed Alba Fucens con una serie di itinerari da affrontare a piedi, in bicicletta e a cavallo  e il cammino dei Briganti, itinerario in quota (tra gli 800 e i 1300 m s.l.m.) sulle orme dei briganti della "Banda di Cartòre" e di Berardino Viola, tra val de' Varri, valle del Salto e le pendici del monte Velino.

## Infrastrutture e trasporti

### Strade
Il comune è interessato dall'autostrada A25 Torano-Pescara attraverso l'omonimo casello autostradale. Non distante si trova il bivio direzionale della A24 L'Aquila-Roma-Teramo. Il territorio è collegato al Cicolano attraverso la strada statale 578 Salto Cicolana il cui innesto con la strada statale 5 Via Tiburtina Valeria si trova nei pressi di Cappelle dei Marsi.

### Ferrovie
La stazione di Cappelle-Magliano è situata lungo la ferrovia Roma-Pescara e serve i centri di Magliano de' Marsi e Cappelle dei Marsi.

## Amministrazione

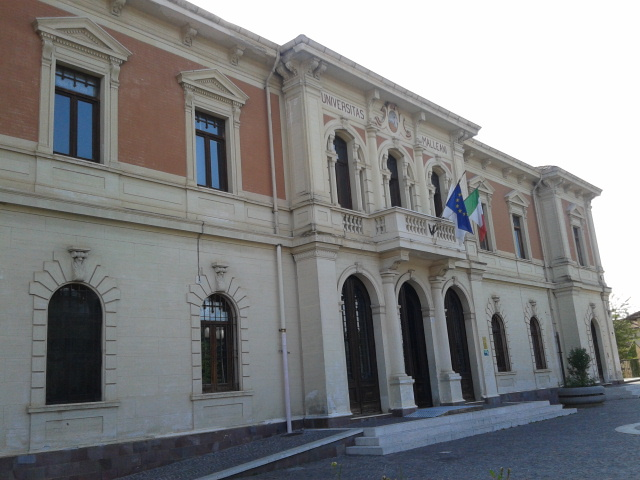
Municipio di Magliano de' Marsi

Sul sito del Ministero dell'interno sono disponibili i dati di tutte le elezioni amministrative di Magliano de' Marsi dal 1985 ad oggi.
| Periodo           | Periodo           | Primo cittadino          | Partito                        | Carica  | Note |
| ----------------- | ----------------- | ------------------------ | ------------------------------ | ------- | ---- |
| 23 aprile 1995    | 12 giugno 1999    | Maurizio Cannizzaro      | Coalizione di centro           | Sindaco |      |
| 13 giugno 1999    | 12 giugno 2004    | Maurizio Cannizzaro      | Lista civica                   | Sindaco |      |
| 13 giugno 2004    | 28 marzo 2010     | Gianfranco Iacoboni      | Lista civica                   | Sindaco |      |
| 29 marzo 2010     | 30 maggio 2015    | Gianfranco Iacoboni      | Lista civica                   | Sindaco |      |
| 31 maggio 2015    | 21 settembre 2020 | Mariangela Amiconi       | Lista civica Impegno in Comune | Sindaco |      |
| 22 settembre 2020 | in carica         | Pasqualino Di Cristofano | Lista civica Benvenuto futuro  | Sindaco |      |

### Gemellaggi
Magliano de' Marsi è gemellata con:
- Villa Sant'Angelo[42]

## Sport

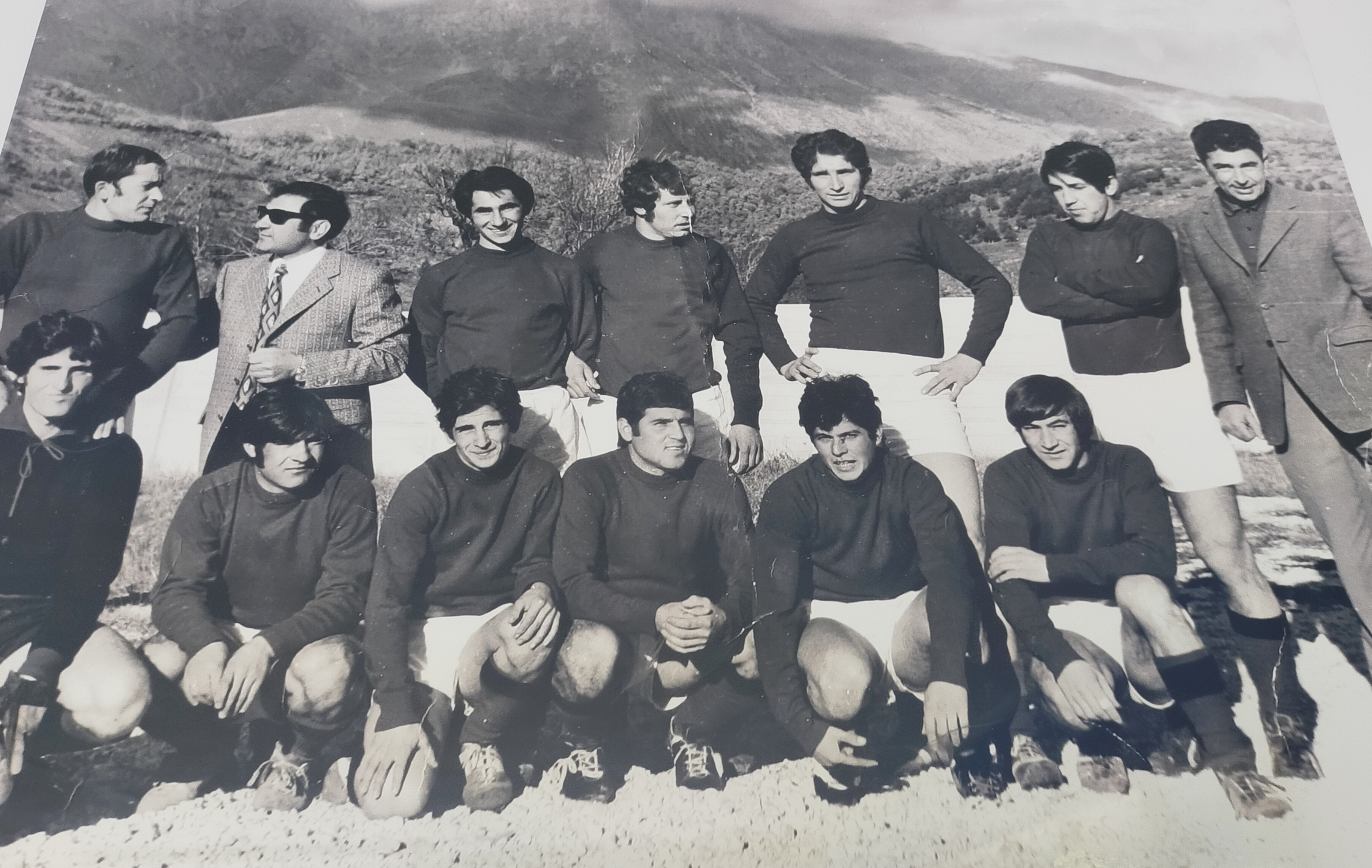
Una formazione degli anni settanta del Magliano Montevelino Calcio

### Calcio
La squadra di calcio del paese è l'Asd Magliano Montevelino che milita nei campionati dilettantistici regionali. I colori sociali sono il bianco-rosso-azzurro.

### Pesca sportiva
L'ADPS di Magliano organizza presso il laghetto di Magliano de' Marsi le attività di gara di trota-lago, carp-fishing e la partecipazione a competizioni nazionali dell'Arci Pesca Fisa.
Spesso vengono organizzate gare riservate ai ragazzi e agli studenti delle scuole medie ed elementari.

### Karting
Il kartodromo inaugurato nel 2002 in località La Maddalena ha un tracciato di circa 900 metri. L'associazione sportiva Frem Kart possiede un team corse ed una scuola karting.